# Luc Foisneau
Luc Foisneau (* 1963 in Blois, Frankreich) ist ein französischer Philosoph, spezialisiert auf das Gebiet der Geschichte moderner und zeitgenössischer politischer Philosophie. Foisneau ist Directeur de recherche am nationalen französischen Forschungsinstitut CNRS in Paris.

## Biographie
Foisneau arbeitete an der Universität Tours, der Universität Caen (Centre de philosophie politique et juridique, 1993–1995) und am CNRS (Centre d’histoire de la philosophie moderne, 1995–2003), bevor er an die Universität Oxford wechselte, wo er seine Forschungsarbeiten im Department of Politics and International Relations und am Maison Francaise fortführte (2003–2006). Zudem arbeitete er zwischen 1996 und 2003 als Lehrbeauftragter für politische Philosophie an der Sciences Po Paris.

## Forschungsschwerpunkte
Foisneau widmete seine Doktorarbeit der theologischen Dimension der Macht-Theorie nach Hobbes, einem bisher wenig beachteten Aspekt. Er unterstreicht dabei gleichermaßen die Bedeutsamkeit der Kenntnisnahme der absoluten Macht Gottes durch einen oft des  Atheismus beschuldigten Philosophen, wie auch die Verbindung zwischen dieser Anerkennung der Allmächtigkeit Gottes und den Hauptkonzeptionen der moralischen und politischen Philosophie des Autors von Leviathan. 2001 erhielt er für die Publikation dieser Doktorarbeit den Preis des Vereins der Professoren und Lehrkräfte der Science Po Paris.
Foisneau hat sich fast 15 Jahre mit zwei Seiten der modernen politischen Gedanken, der juristischen Theorie der Souveränität und der Staatsräson  befasst. Gegenwärtig interessiert er sich  für die Gesellschaftsvertragstheorien im Rahmen der Theorie der Gerechtigkeit von John Rawls. Seine derzeitigen Überlegungen betreffen die Art und Weise mit welcher die Idee der Gerechtigkeit tiefgreifend das moderne politische Gedankengut verändert.
Zwischen 2001 und 2014 hat Foisneau die Arbeit an einer Enzyklopädie über französische Philosophen des 17. Jahrhunderts geleitet, an welcher 167 Autoren mitgewirkt haben. Eine erste Version auf Englisch ist 2008 erschienen – „The Dictionary of Seventeenth-Century French Philosophers“; eine aktualisierte und erweiterte Version erscheint auf Französisch 2015: „Dictionnaire des philosophes français du 17e siècle: acteurs et réseaux du savoir.“

## Publikationen

### Bücher
- Hobbes et la toute-puissance de Dieu, Paris, Presses universitaires de France, 2000, 422 Seiten (Preis des Vereins der Professoren und Lehrkräfte der Science Po Paris) - ISBN 2-13-050956-8.
- Governo e Soberiana: O pensamento politico moderno de Maquiavel a Rousseau, Porto Alegre, Linus Editores, 2009, 200 Seiten. ISBN 978-85-60063-08-6.
- Hobbes. La vie inquiète, Paris, Gallimard, 2016, 624 Seiten.

### Unter seiner Leitung veröffentlichte Werke
- Politique, droit et théologie chez Bodin, Grotius et Hobbes, Paris, Kimé, 1997, 314 Seiten. ISBN 2-84174-096-X.
- La découverte du principe de raison. Descartes, Hobbes, Spinoza, Leibniz, Paris, Presses Universitaires de France, 2001, 204 Seiten.
- L’efficacia della volontà nel XVI e XVII secolo, in Zusammenarbeit mit P. F. Adorno, Rome, Edizioni di storia et letteratura, 2002, 208 Seiten. ISBN 88-8498-060-7.
- Leviathan After 350 Years, in Zusammenarbeit mit T. Sorell, Oxford, Clarendon Press, 2004, 314 Seiten. ISBN 0-19-926461-9.
- New critical perspectives on Leviathan upon the 350th anniversary of its publication / Nuove prospettive critiche sul Leviatano di Hobbes nel 350° anniversario di pubblicazione, in Zusammenarbeit mit G. Wright, Milan, Franco Angeli, 2004, 374 Seiten. ISBN 88-464-5561-4.
- Kant et Hobbes. De la violence à la politique, in Zusammenarbeit mit D. Thouard, Paris, Vrin, 2005, 252 Seiten. ISBN 2-7116-1736-X.
- Dictionary of Seventeenth-Century French Philosophers, New York/London, Thoemmes Continuum, 2 Vol., 2008, 2 vol., 1314 Seiten. ISBN 978-0-8264-1861-6.
- Spheres of Global Justice: Volume 1. Global Challenges to Liberal Democracy. Political Participation, Minorities and Migrations, mit Jean-Christophe Merle, Christian Hiebaum et Juan Carlos Velasco, Dordrecht, Springer, 2013, 450 Seiten. ISBN 978-94-007-5997-8.
- Dictionnaire des philosophes français du 17e siècle : acteurs et réseaux du savoir, Paris, Classiques Garnier, 2015, 2 Vol., 2150 Seiten. ISBN 978-2-8124-1721-4.
- sowie viele weitere Buchkapitel und Artikel[4][5][6][7][8][9][10][11]

### Übersetzungen
- Thomas Hobbes, Les Questions concernant la liberté, la nécessité et le hasard, Einleitung, Kommentare, Glossar und Index von L. Foisneau ; übersetzt ins Französische durch L. Foisneau und Fl. Perronin, Paris, Vrin, 1999, 456 Seiten. ISBN 2-7116-2124-3.
- John Rawls, Justice et critique, Vorwort und Übersetzung ins Französische durch L. Foisneau et V. Munoz-Dardé, Paris, Éditions de l’EHESS, 2014, 90 Seiten. ISBN 978-2-7132-2411-9.

### Bücher für Kinder
- Pourquoi aimes-tu tes amis ?, Zeichnungen von A. Parlange, Paris, Gallimard Jeunesse, Reihe Giboulées/Chouette penser !, 2012, S. 80.